# 真势语气
有些语言具有真势语气和非真势语气的分别。真势语气用来表达逻辑上的可能性、不可能性或必要性，而非真势语气用来表达其它类型的可能性或必要性。在这类语言中，“圆不可能是方的”一句中的“不可能”是通过真势语气来表达的；而“他不可能那么有钱”一句中的“不可能”则是通过非真势语气来表达的。如我们所见，在中文语法中这两句话没什么差别。